# 奧達
奧達（挪威語：Odda）是挪威的已撤销的市镇，位于原霍達蘭郡，面積1,616平方公里，該鎮在二十世紀初期是熱門的旅遊地點，2004年人口7,468，人口密度為每平方公里5人。